# Jacob Lofland
Jacob Lofland, né le 30 juillet 1996 à Briggsville (Arkansas), est un acteur américain.

## Biographie
Jacob Lofland est né à Briggsville dans l'Arkansas, le fils de Billy et Debra Lofland.
Il a commencé sa carrière cinématographique en jouant Neckbone dans Mud, de Jeff Nichols, avec Matthew McConaughey et Tye Sheridan. Le réalisateur voulait trouver un jeune acteur local pour le rôle de Neckbone et avait placé des annonces dans les journaux régionaux. En lisant l'un d'entre eux, la mère de Jacob a estimé que son fils répondait à tous les aspects de la description du personnage, avec en sus l'expérience de la navigation de plaisance et du cyclisme que Jeff recherchait. Jacob Lofland a envoyé sa demande et a été appelé par le directeur de casting à Little Rock. Moins de trois semaines après que sa mère a vu le journal, Lofland a fait son premier voyage en avion pour Austin et a rencontré Jeff Nichols et la productrice Sarah Green. On lui a offert le rôle et un mois plus tard il s'est présenté devant une équipe de tournage complète.
En 2013, il rejoint le casting de  Little Accidents , présenté au Festival du film de Sundance 2014.
En 2014, il rejoint le casting de la nouvelle saison de Justified, et en 2015, il devient co-vedette dans le film Le Labyrinthe : La Terre brûlée.
Quand Lofland ne joue pas, il aime pêcher, faire du bateau, chasser et conduire une moto tout terrain, qu'il a commencé à pratiquer à l'âge de six ans.

## Filmographie

### Cinéma
- 2012 : Mud : Sur les rives du Mississippi : Neckbone
- 2014 : Little Accidents
- 2014 : Justified : Kendal Crowe
- 2015 : Le Labyrinthe : La Terre brûlée : Aris
- 2016 : Free State of Jones : Daniel
- 2017 : Le Labyrinthe : Le Remède mortel : Aris
- 2021 : 12 Mighty Orphans : Snoggs
- 2024 : Joker : Folie à deux : Ricky Meline

### Télévision
- 2017 : The Son : Eli McCullough jeune
- 2024 : Landman : Cooper Norris

## Distinctions

### Récompenses
- 2014 : Prix Robert Altman aux Film Independent's Spirit Awards[5],[6] : Meilleur casting pour Mud : Sur les rives du Mississippi

### Nominations
- 2014 : Cheval de Léonard au festival du film de Milan : Meilleur acteur dans un second rôle pour Little Accidents